# Biogeochemický cyklus
Biogeochemický cyklus (též koloběh látek) je termín, používaný ve vědách o Zemi pro cyklus určitého chemického prvku či molekuly, který probíhá živým (biosféra) i neživým (litosféra, atmosféra, hydrosféra) prostředím Země. Termín biogeochemický vyjadřuje fakt, že v procesu jsou zahrnuty biologické, geologické a chemické faktory. Díky tomuto koloběhu je daný prvek zpravidla recyklován, přestože se mohou vyskytovat rezervoáry, kde je daná látka na delší dobu akumulována (jako oceány a jezera).

## Důležité cykly
Nejznámější a nejdůležitější biogeochemické cykly jsou:
- koloběh vody,
- koloběh kyslíku,
- koloběh dusíku,
- koloběh uhlíku,
- koloběh síry,
- koloběh fosforu,
- koloběh vodíku.

## Vliv lidské činnosti na koloběh prvků
Sedimentární cyklus je urychlován zvýšenou erozí zemědělských půd. Lidé mění vodní koloběh výstavbou přehrad, spotřebou vody, měněním toků řek, změnou vegetačního pokryvu rozsáhlých částí pevnin je rovněž změněn vodní koloběh. Výrazněji ovšem lidská činnost zasahuje do atmosférického transportu.
Lidé ovlivňují biogeochemické cykly především při průmyslové výrobě. Zvláště významným procesem je spalování fosilních paliv, který ovlivňuje biogeochemický cyklus uhlíku. Procesy výrobní však ovlivňují cykly prakticky všech chemických prvků i dalších látek. Stejně významná je i spotřeba, při které opět se mění biogeochemické cykly. Významné je i nakládání s odpady včetně čištění odpadních vod a nakládání s čistírenskými kaly. Skládky odpadů představují významný zásah do řady biogeochemických cyklů. Z hlediska jednotlivých prvků a látek rozlišujeme tři důležité kategorie: živiny, těžké kovy a persistentních organické škodlivy (POP – persistent organic pollutants). Mezi nejdůležitější živiny patří uhlík, dusík, fosfor a síra. Biogeochemický cyklus uhlíku člověk narušuje spalováním fosilních paliv, kterým se uvolňuje ročně do atmosféry takové množství oxidu uhličitého, že jeho koncentrace v ovzduší stoupá.